# Boris Bondarev
Boris Bondarev (ryska: Борис Бондарев), född 1980, är en rysk diplomat som arbetade som Rysslands representant vid FN:s kontor i Geneve från 2019 fram till hans avgång från detta uppdrag i maj 2022 i protest mot Rysslands invasion av Ukraina 2022.

## Biografi
Bondarev började arbeta för ryska utrikesdepartementet 2002. Från 2019 var han Rysslands representant vid FN:s kontor i Geneve där han arbetade med bland annat frågor om nedrustning och icke-spridning av kärnvapen.
Den 23 maj 2022 tillkännagav Bondarev i ett öppet brev att han avgick från sitt uppdrag i protest mot Rysslands invasion av Ukraina 2022. Han beskrev invasionen som ett "aggressivt krig", och framhöll att det inte bara var en kriminell handling mot det ukrainska folket, utan också "den mest allvarliga kriminella handling någonsin mot det ryska folket, där man med bokstaven "Z" satte ett streck över allt hopp om ett framgångsrikt och fritt samhälle i vårt land". Bondarev framhöll att han upprepade gånger uttryckt sina farhågor om invasionen med överordnade medarbetare, men blev tillsagd att "hålla tyst för att undvika påföljder". Han uttryckte också att han inte förväntade sig att andra diplomater skulle följa hans exempel, och att de som iscensatt kriget hade som målsättning att "behålla makten för evigt".
I januari 2023 angavs Bondarev ha beviljats politisk asyl i Schweiz, samt även beviljats beskydd av de schweiziska myndigheterna då man bedömde att det fanns risk för attacker mot Bondarev från rysk säkerhetstjänst.